# Музей животноводства имени Е. Ф. Лискуна
Музей животноводства имени Е. Ф. Лискуна — музей, посвященный развитию животноводства в России.
В настоящее время музей находится по адресу: Москва, Лиственничная аллея, д. 14 . Здание музея является памятником архитектуры XVIII века федерального значения (архитектор А. Ф. Кокоринов) — бывшая усадьба «Петровско-Разумовское», здание молочной фермы и конного двора. Музей животноводства — учебно-просветительное и научно-исследовательское учреждением по животноводству.

## История
Музей животноводства имени Е. Ф. Лискуна был создан в 1950 году стараниями учёного-зоотехника академика Ефима Федотовича Лискуна, при Московской сельскохозяйственной академии имени К. А. Тимирязева согласно постановлению Совета Министров СССР № 1861 от 5 мая 1950 г. и приказу по Министерству сельского хозяйства СССР № 787 от 12 мая 1950 года. Первоначально музей был размещен на кафедре скотоводства, академии, а с 1975 — в двухэтажном здании второй половины XVIII в., входящим в комплекс Сельскохозяйственной академии.
Здание музея построено в стиле русского классицизма по проекту архитектора А. Ф. Кокоринова. В здании несколько разноэтажных корпусов, образующих квадрат. В здании есть внутренний дворик с въездными воротами. В здании круглые башни по углам здания и шатровые остроконечные вышки.
Здание при Разумовских служило конным двором.

## Экспозиция музея
Экспозиция музея включает в себя связанные с животноводством предметы: скелеты и чучела животных, около 600 черепов животных разных географических зон Европы и Азии. Экспозиция рассказывает посетителям о развитии отечественной зоотехнической науки и животноводства — свиноводстве, молочном и мясном скотоводстве, овцеводстве, птицеводстве, оленеводстве, кролиководстве, пушном, рыбоводстве, прудовом рыбоводстве др.
В экспозиции — сувениры с изображениями животных, фотографии известных ученых, фотографии пород животных, людей, чья работа связана с животноводством, книги, документы и материалы о происхождении домашних животных, работы ученых 18 — 19 вв., которые стояли у истоков русской зоотехнической науки, документы, связанные с деятельностью ученых — И. Н. Чернопятова, Н. П. Чирвинского, П. Н. Кулешова, М. И. Придорогина, Е. А. Богданова, М. Ф. Иванова, Е. Ф. Лискуна, И. С. Попова, скульптурные бюсты ученых Е. Ф. Лискуна, И. С. Попова, Е. А. Арзуманяна, Н. И. Клейменова.
В экспозиции — коллекция шерстей, включающая шерсть 30 тонкорунных, полутонкорунных и грубошерстных овец.
При музее создан мемориальный кабинет Лискуна.
Музей принимает участие в учебном процессе Московской сельскохозяйственной академии имени К. А. Тимирязева.

## Руководство
Директор музея — Боронецкая Оксана Игоревна